# Мирзализаде, Идрак Кахин оглы
Идра́к Кахин оглы Мирзализаде́ (азерб. İdrak Kahin oğlu Mirzəlizadə, бел. Ідрак Кахінавіч Мірзалізадэ; род. 18 февраля 1992, Масаллинский район, Азербайджан) — белорусский и российский стендап-комик и сценарист талышского происхождения.

## Биография
Родился 18 февраля 1992 года в Азербайджане, Масаллинском районе, с. Кулатон. По национальности — талыш. Его отец, Кяхин Мирзали оглы Абилов, был предпринимателем из Беларуси. Когда Идраку было 2 года, отец перевёз семью в Минск. У Идрака есть младшая сестра.
Уже в школе Идрак увлекался юмором: играл в КВН «Утомлённые школой», вместе с другом писал сценарии и миниатюры. Впоследствии с ним же организовал юмористический дуэт «Ростик и Идрак».
С 2009—2014 учился в БГУ на факультете журналистики, изучал международную журналистику. Во время учёбы продолжал играть в КВН в команде «Ростик и Идрак» в городских лигах, а позднее вместе с добавившимся Иваном Усовичем — в команде «Шальная императрица» в центральной Лиге Москвы и Подмосковья. После окончания вуза некоторое время работал на радио.

## Карьера
Как стендап-комик начинал свою карьеру в Минске, но большую популярность набрал уже будучи в России.
Был участником программ Первого канала «Пусть говорят» и «Вечерний Ургант». Участвовал в шоу «Открытый микрофон», затем в 2014 году появился в проекте «Stand Up» на российском телеканале «ТНТ». Участник проектов «ВечерВечер», «Разгоны», «Вечерний перескоп», «Топовая Настя», «Главные Герои» и «Стендап Paramount Comedy».
Вёл YouTube-шоу «Порараз Бирацца» вместе с Алексеем Квашонкиным, Александром Долгополовым и Гариком Оганисяном, в котором в юмористической манере обсуждались события истекшей недели.
Участник проекта «Общий канал», «Stand-Up Club #1» на видеохостинге YouTube. Был на интервью у Дмитрия Гордона, а также главным героем шоу «Вписка».
В 2017 году по версии журнала «Maxim» вошёл в десятку лучших стендап-комиков России, расположившись на втором месте. В таком же рейтинге 2019 года был на третьем месте.
В 2021 году выпустил сольный стендап-концерт под названием «Промежуточные итоги»

## Общественно-политические события

### Гражданская позиция
В программе «Вечерний Ургант» 9 ноября 2018 года он выступил с политическим заявлением, призвав дать свободу талышскому общественному деятелю Фахраддину Абосзода (в Азербайджане обвинялся в государственной измене и в других антигосударственных деяниях, приговорен к 16 годам лишения свободы — умер в тюрьме 9 ноября 2020 года).
Выступал с миниатюрой о жизни белорусского мусульманина талышского происхождения в Москве. Своё выступление он закончил фразой «Свободу Фахраддину Абосзода!». После выхода программы Идрак объяснил, что это было политическим призывом остановить экстрадицию Абосзода в Азербайджан. Он сказал, что лично знаком с Фахраддином и считает предъявленные ему обвинения несправедливыми.

### Лишение вида на жительство
В 2021 году на YouTube-канале «Stand-Up Club #1» был опубликовал 32-й выпуск юмористической программы «Разгоны». Мирзализаде, будучи одним из участников, шутил об аренде жилья, высмеивая ксенофобию.
5 июня телеканал «Царьград» опубликовал материал о комике с названием «Стендап-комик оскорбил русских. Народ не стерпел: „Чемодан — вокзал — Баку“». В тот же день телеграм-канал «Двач» (более 500 тысяч подписчиков) написал, что «Идрак Мирзализаде, который семь лет пытается получить российское гражданство, под аплодисменты зала оскорбил русскую нацию».
6 июня телеведущий Владимир Соловьев выпустил новый выпуск своего ютьюб-шоу «Соловьев Live» под названием «Грязь под ногами». Там он призвал привлечь комика к ответственности по статье о возбуждении ненависти. Как говорил Мирзализаде, Соловьев и «Царьград» рассказали о его шутке, вырвав её из контекста. Против комика в Пензе мужчина вышел на одиночный пикет с фотографией Идрака и словами «Враг русского народа!». В Москве на Большой Никитской улице комика избили двое мужчин и потребовали извинений.
30 июля Прокуратура Центрального административного округа Москвы составила на Мирзализаде административный протокол по статье о возбуждении ненависти либо вражды (статья 20.3.1 КоАП РФ). В ведомстве сказали, что комик в своем выступлении «произнес высказывания, содержащие, согласно проведенному исследованию, лингвистические и психологические признаки унижения группы лиц, выделенной по национальному признаку, а также пропаганды её неполноценности». Комик не признал свою вину, но извинился перед теми, кого могла задеть его шутка. Идрак заявил в суде: «Не имел намерения никого оскорблять. Выступление было юмористическим и направлено было, в первую очередь, в сторону высмеивания ксенофобии». После приговора Мирзализаде отбыл 10-дневный административный арест.
13 августа некоторые комики, среди которых были Руслан Белый, Данила Поперечный и Константин Пушкин, выпустили видеообращение, где назвали арест Мирзализаде «страшным прецедентом». «Шутка может не понравиться или обидеть. Но за шутку нельзя лишать свободы. Единственное, чего хотят комики, выходя на сцену, — чтобы люди смеялись», — написано в описании ролика. 18 августа комики провели в Москве концерт в поддержку Мирзализаде.
30 августа МВД России объявили «нежелательным пребывание (проживание) в Российской Федерации гражданина Республики Беларусь Идрака Кахин оглы Мирзализаде, пожизненно». Однако после повторного иска Мирзализаде МВД в феврале 2022 года сократило этот срок до 14 лет.

#### Продажа вида на жительство
Во время своего концерта на Бали комик продал свой аннулированный вид на жительство в России. Изначально Идрак выставил документ на продажу в виде невзаимозаменяемого токена (NFT), но за предложенную цену в 33 тысячи долларов (2,15 миллиона рублей, 10 эфиров) согласился отдать и физический носитель. Личность покупателя осталась анонимной.